# Zone subtropicale

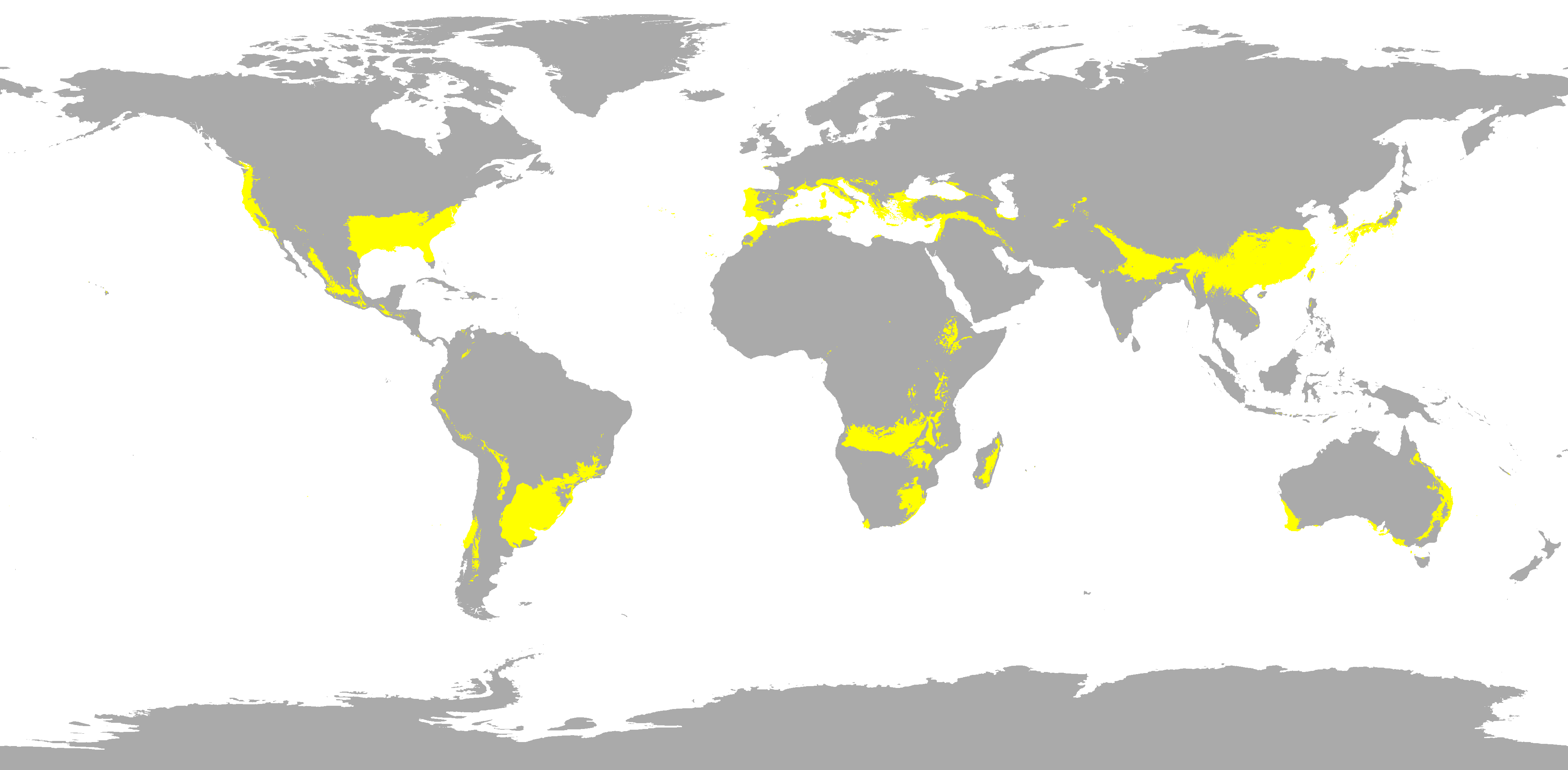
Exemple de répartition des climats subtropicaux (méditerranéens, subtropicaux humides, steppiques et désertiques)

La zone subtropicale ou région subtropicale est une zone géographique et climatique de la Terre. Suivant les définitions utilisées, elle fait référence à des territoires légèrement différents et sa désignation a été l'objet de débat. Pour le dictionnaire, c'est celle qui est proche des tropiques (23,5°). Pour les géographes, c'est une partie de la zone tempérée, celle qui se situe juste au-dessus des tropiques entre 23,5 et 40° de latitude et avoisine la zone tropicale.

## Climats subtropicaux
Les climatologues considèrent la zone subtropicale comme la région du globe où la chaleur n'est plus permanente comme entre les tropiques mais est interrompue par un hiver soit court soit modéré.
Pour Trewartha (en), cette zone (groupe C) est caractérisée par le fait que les températures mensuelles moyennes dépassent les 10 °C pendant au moins huit mois de l'année et qu'au moins un mois ait une température inférieure à 18 °C.
Pour Troll et Paffen, la zone subtropicale (zone IV) correspond à la zone tempérée chaude et est définie à partir de la température du mois le plus froid qui doit être comprise entre 2 et 13 °C dans l'hémisphère nord et 6 et 13 °C dans l'hémisphère sud tandis que son mois le plus chaud doit dépasser les 20 °C.
À l'intérieur de cette plage de température, le régime de précipitations peut varier fortement. Les climats subtropicaux ainsi définis regroupent donc des régions où les étés sont humides (climat subtropical humide, IV4), où les étés sont secs (climat méditerranéen, IV1) et où la sécheresse est durable (climats steppiques et désertiques, IV5).
Dans la classification de Köppen, les valeurs limites pour les températures des climats cantonais (Cwa et Cfa) et méditerranéen (Csa) répondent encore à une autre définition : ce sont des zones où la température du mois le plus froid est comprise entre 18 et 0 °C (-3 °C dans la version originale) et celle du mois le plus chaud au-dessus de 22 °C.
Köppen a cependant distingué les climats (semi-)arides subtropicaux (et tropicaux) (BWh ou BSh) ayant une température annuelle moyenne supérieure ou égale à 18 °C des climats (semi-)arides tempérés (BWk ou BSk) dont la température annuelle moyenne est inférieure.
Selon la classification des zones de vie Holdridge (en), les climats subtropicaux ont une biotempérature moyenne annuelle comprise entre 16 et 18 °C (fluctue selon les régions du monde) et 24 °C. La biotempérature est basée sur les températures favorables à la croissance des plantes, c'est-à-dire les températures comprises entre 0 et 30 °C. La biotempérature est donc égale à la moyenne de toutes les températures, avec cependant toutes les températures en dessous de 0 °C ou au-dessus de 30 °C, corrigées à 0 °C. Le segment 16 °C-18 °C sépare deux groupes physiologiques majeurs de plantes évoluées et les climats subtropicaux des climats tempérés. Au-dessus du segment 16 °C-18 °C, la majorité des plantes sont sensibles aux basses températures. Elles peuvent mourir à cause du gel car elles ne sont pas adaptées aux épisodes de froid. En deçà de ce segment 16 °C-18 °C, l'ensemble de la flore est adapté pour survivre à des périodes de basses températures de durée variable soit sous forme de graines dans le cas des plantes annuelles soit sous forme de plantes pérennes qui supportent le froid. On simplifie souvent ce segment 16 °C-18 °C à une ligne 17 °C (= 2(log 212 + 0,5) ≈ 16,97 °C), appelée ligne de gel ou ligne de température critique,.
Les climats subtropicaux définis par Leslie Ransselaer Holdridge regroupent plus ou moins les climats subtropicaux les plus chauds ainsi que les climats tropicaux les moins chauds, définis par Troll, Paffen, Köppen, Geiger ou Trewartha.